# Perophora hutchisoni
Perophora hutchisoni är en sjöpungsart som beskrevs av James David Macdonald 1859. Perophora hutchisoni ingår i släktet Perophora och familjen Perophoridae. Inga underarter finns listade i Catalogue of Life.